# Campeonato Europeu de Atletismo em Pista Coberta de 2017 - 800 m masculino
A prova dos 800 metros masculino do Campeonato Europeu de Atletismo em Pista Coberta de 2017 foi disputada entre os dias 3 e 5 de março de 2017 na Arena Kombank em Belgrado,  na Sérvia. 

## Recordes
Antes desta competição, os recordes mundiais e do campeonato nesta prova eram os seguintes:
|                       | Nome             | Nacionalidade | Tempo     | Local | Data               |
| --------------------- | ---------------- | ------------- | --------- | ----- | ------------------ |
| Recorde mundial       | Wilson Kipketer  | Dinamarca     | 1m 42s 67 | Paris | 9 de março de 1997 |
| Recorde do campeonato | Paweł Czapiewski | Polónia       | 1m 44s 78 | Viena | 3 de março de 2002 |
| Recorde europeu       | Wilson Kipketer  | Dinamarca     | 1m 42s 67 | Paris | 9 de março de 1997 |

## Medalhistas
| Ouro               | Prata              | Bronze                 |
| Adam Kszczot (POL) | Andreas Bube (DEN) | Álvaro de Arriba (ESP) |

## Cronograma
Todos os horários são locais (UTC+2).
| Data       | Hora  | Evento    |
| ---------- | ----- | --------- |
| 3 de março | 11:35 | Bateria   |
| 4 de março | 19:25 | Semifinal |
| 5 de março | 17:50 | Final     |

## Resultados

### Bateria
Qualificação: 2 atletas de cada bateria  (Q) mais os 4 melhores qualificados (q). 
| Posição | Bateria | Atleta             | Nacionalidade        | Tempo   | Notas |
| ------- | ------- | ------------------ | -------------------- | ------- | ----- |
| 1       | 1       | Andreas Kramer     | Suécia               | 1:46.86 | Q,    |
| 2       | 1       | Thijmen Kupers     | Países Baixos        | 1:47.21 | Q,    |
| 3       | 1       | Daniel Andújar     | Espanha              | 1:47.32 | q     |
| 4       | 1       | Robert Farken      | Alemanha             | 1:48.06 | q     |
| 5       | 4       | Adam Kszczot       | Polónia              | 1:48.37 | Q     |
| 6       | 4       | Álvaro de Arriba   | Espanha              | 1:48.57 | Q     |
| 7       | 4       | Paul Renaudie      | França               | 1:48.63 | q     |
| 8       | 4       | Andreas Bube       | Dinamarca            | 1:48.68 | q     |
| 9       | 4       | Guy Learmonth      | Reino Unido          | 1:48.73 |       |
| 10      | 1       | Balázs Vindics     | Hungria              | 1:49.18 |       |
| 11      | 2       | Jan Kubista        | Chéquia              | 1:49.21 | Q     |
| 12      | 2       | Amel Tuka          | Bósnia e Herzegovina | 1:49.84 | Q     |
| 13      | 3       | Kyle Langford      | Reino Unido          | 1:49.93 | Q     |
| 14      | 3       | Kevin López        | Espanha              | 1:49.96 | Q     |
| 15      | 3       | Christoph Kessler  | Alemanha             | 1:50.04 |       |
| 16      | 2       | Mateusz Borkowski  | Polónia              | 1:50.08 |       |
| 17      | 3       | Jan Van Den Broeck | Bélgica              | 1:50.43 |       |
| 18      | 2       | Zak Curran         | Irlanda              | 1:50.87 |       |
| 19      | 2       | Pol Moya           | Andorra              | 1:50.88 |       |
| 20      | 1       | Brice Etès         | Mónaco               | 1:51.35 |       |
| 21      | 3       | Hugo Santacruz     | Suíça                | 1:52.61 |       |
| 22      | 2       | Jozef Repčík       | Eslováquia           | 1:52.62 |       |
| 23      | 4       | Tigran Mkrtchyan   | Armênia              | 1:53.54 |       |
| 24      | 3       | Matúš Talán        | Eslováquia           | 1:57.83 |       |

### Semifinal
Qualificação: 3 atletas de cada bateria. 
| Posição | Bateria | Atleta           | Nacionalidade        | Tempo   | Notas |
| ------- | ------- | ---------------- | -------------------- | ------- | ----- |
| 1       | 1       | Álvaro de Arriba | Espanha              | 1:48.36 | Q     |
| 2       | 1       | Adam Kszczot     | Polónia              | 1:48.53 | Q     |
| 3       | 1       | Thijmen Kupers   | Países Baixos        | 1:48.69 | Q     |
| 4       | 1       | Kyle Langford    | Reino Unido          | 1:49.23 |       |
| 5       | 1       | Paul Renaudie    | França               | 1:49.26 |       |
| 6       | 2       | Andreas Bube     | Dinamarca            | 1:49.42 | Q     |
| 7       | 2       | Daniel Andújar   | Espanha              | 1:49.44 | Q     |
| 8       | 2       | Kevin López      | Espanha              | 1:49.53 | Q     |
| 8       | 1       | Andreas Kramer   | Suécia               | 1:49.53 |       |
| 10      | 2       | Jan Kubista      | Chéquia              | 1:49.81 |       |
| 11      | 2       | Robert Farken    | Alemanha             | 1:51.39 |       |
| 12      | 2       | Amel Tuka        | Bósnia e Herzegovina | DNS     |       |

### Final
A final aconteceu às 17:50 no dia 5 de março de 2017. 
| Posição           | Atleta           | Nacionalidade | Tempo   | Notas |
| ----------------- | ---------------- | ------------- | ------- | ----- |
| Medalha de ouro   | Adam Kszczot     | Polónia       | 1:48.87 |       |
| Medalha de prata  | Andreas Bube     | Dinamarca     | 1:49.32 |       |
| Medalha de bronze | Álvaro de Arriba | Espanha       | 1:49.68 |       |
| 4                 | Daniel Andújar   | Espanha       | 1:50.28 |       |
| 5                 | Thijmen Kupers   | Países Baixos | 1:50.47 |       |
| 6                 | Kevin López      | Espanha       | 1:54.17 |       |

Legenda
| Recorde mundial       | Recorde mundial (World record)               |                       | Recorde africano                      | Recorde africano (African) |                                           | Q | Classificado por posição (Qualified) |
| Recorde do campeonato | Recorde do campeonato (Championship record)  | Recorde da América    | Recorde da América (Americas)         | q                          | Classificado por melhor tempo (Qualified) |   |                                      |
| Melhor marca do ano   | Melhor marca do ano (World leading)          | Recorde asiático      | Recorde asiático (Asian)              | DNS                        | Não largou (Did not start)                |   |                                      |
| Recorde nacional      | Recorde nacional (National record)           | Recorde europeu       | Recorde europeu (European)            | DNF                        | Não terminou (Did not finish)             |   |                                      |
| Recorde pessoal       | Recorde pessoal do atleta (Personal best)    | Recorde da Oceania    | Recorde da Oceania (Oceania)          | DSQ / DQ                   | Desclassificado (Disqualified)            |   |                                      |
| Recorde da temporada  | Recorde da temporada do atleta (Season best) | Recorde sul-americano | Recorde sul-americano (South America) | NM                         | Sem marca (No mark)                       |   |                                      |